# Clive Davis
Clive Jay Davis, född 4 april 1932 i Brooklyn i New York, är en amerikansk skivproducent, A&R-chef, skivbolagschef och advokat. Han har vunnit totalt fem stycken Grammy Awards och har blivit invald i Rock and Roll Hall of Fame (icke-artist), vilket han blev under år 2000. Han har varit gift två gånger och har totalt fyra barn (två från vardera äktenskap), däribland musikchefen Doug Davis (född 1974).
Clive Davis var mellan åren 1967 och 1973 chef för skivbolaget Columbia Records. Han blev sedan grundare och chef för det andra skivbolaget Arista Records mellan åren 1974 och 2000, för att sedan vara grundare till det tredje skivbolaget J Records. Han var därefter bland annat ordförande och VD för det numera upplösta RCA Music Group (som inkluderade RCA Records,  J Records och Arista Records), vilket han var mellan åren 2002 och 2008.
Clive Davis har fått kreditering för att ha tagit in den då unge skivartisten Tony Orlando till skivbolaget Columbia, under år 1967. Han har därefter signat många andra framgångsrika artister, såsom Sly and the Family Stone, Janis Joplin, Laura Nyro, Santana, Bruce Springsteen, Chicago, Billy Joel, Donovan, Bay City Rollers, Blood, Sweat & Tears, Loggins and Messina, Ace of Base, Aerosmith, Olivia, Pink Floyd och Westlife. Han har utöver detta även fått en hel del kreditering för att ha tagit de bägge artisterna Whitney Houston och Barry Manilow till en framträdande plats i rampljuset.
Clive Davis är i nuläget (september 2024) kreativ chef för musikföretaget Sony Music Entertainment, vilket han har varit sedan år 2008.